# Закон Браве
Закон Браве (рос. закон Браве, англ. Bravais law, нім. Bravasches Gesetz) – правило, встановлене 1855 року французьким кристалографом Огюстом Браве, за яким при утворенні кристалів розвиток і частота появи тих чи інших форм залежить від густоти розміщення елементарних частинок (атомів, йонів) на їх гранях (ретикулярної щільності).